# Adenoderris viscidula
Adenoderris viscidula là một loài thực vật có mạch trong họ Woodsiaceae. Loài này được (Mett.) Maxon miêu tả khoa học đầu tiên năm 1905.